# Соси банан
«Соси́ бана́н» — короткометражный музыкальный фильм, вышедший в 2002 году. Снят творческим объединением «СВОИ2000» в 2001 году при содействии лаборатории медиакультуры и коммуникации факультета журналистики МГУ. Основан на одноимённой музыкальной композиции группы «Корабль».

## Сюжет
В конце рабочего дня работники неизвестной коммерческой организации во главе с начальником отмечают грядущий Новый год. Начальник поздравляет своих коллег и желает им хорошего и весёлого настроения. Сотрудники выпивают, закусывают, зажигают бенгальские огни. Начальник предлагает позвать Деда Мороза, в которого переоделся один из сотрудников. Сотрудники и начальник хором зовут Деда Мороза. Подвыпивший «дедушка» приходит и начинает веселить своих коллег загадками и танцами. А затем и сам пускается в пляс под песню группы «Корабль» и оркестра «Пакава Ить» — «Банан-2002». Постепенно его поведение становится всё более грубым и хулиганским: он танцует на праздничном столе, кидается бананом и мешком с подарками, «седлает» начальника. Деда Мороза выводят, но он возвращается и продолжает в том же духе. Начальник вызывает охрану и уходит с праздника. Охрана передаёт Деда Мороза милиции, которая увозит смутьяна. Сотрудники продолжают веселиться без него.

## В ролях
| Актёр                             | Роль                  |
| --------------------------------- | --------------------- |
| Сергей Кладо                      | Дед Мороз             |
| Валерий Фёдоров                   | Руководитель          |
| Глеб Михайлов                     | Охранник              |
| Андрей Фираго                     | Охранник              |
| Иван Языков («Корабль»)           | Барабанщик            |
| Владимир Морковкин («Пакава Ить») | Играющий на саксофоне |
| Юрий Лапшинов («Пакава Ить»)      | Играющий на банджо    |
| Слава Кейзеров («Пакава Ить»)     | Играющий на тромбоне  |
| Федор Сенчуков («Пакава Ить»)     | Играющий на тромбоне  |
| Александр Ночин («Пакава Ить»)    | Играющий на сюзафоне  |
| Илья Вознесенский («Корабль»)     | Сотрудник             |
| Николай Каменев («Корабль»)       | Сотрудник             |
| Николай Пророков («Корабль»)      | Сотрудник             |
| Александр Ширнин («Корабль»)      | Сотрудник             |
| Алексей Подольский                | Сотрудник             |
| Лёша Спонсор                      | Сотрудник             |
| Татьяна Кузьминова                | Сотрудница            |
| Светлана Фираго                   | Сотрудница            |
| Александр Штукин                  | Сотрудник             |
| Дмитрий Вихорнов                  | Сотрудник             |
| Софья Вольфкович                  | Сотрудница            |
| Сергей Островский                 | Сотрудник             |
| Георгий Инджия                    | Сотрудник             |
| Вероника Карпова                  | Снегурочка            |
| Ярослав Рост                      | Сотрудник милиции     |

Роль Деда Мороза в фильме исполняет писатель Сергей Кладо — автор романа «Медный кувшин старика Хоттабыча». Среди сотрудников на несколько секунд появляется московский художник Александр Полежаев — автор текстов нескольких песен группы «Корабль». Снявшийся в роли одного из сотрудников Алексей Подольский сыграл главную роль в кинофильме «Пыль». Короткометражка стала дебютом актёра и началом сотрудничества с творческим объединением «СВОИ2000».

## Съёмочная группа
- Режиссёр — Сергей Лобан;
- Сценарий — Марина Потапова;
- Операторы — Дмитрий Модель, Сергей Лобан;
- Композиторы — группа Корабль.

## Саундтрек
Музыкальное сопровождение к фильму состоит из одной-единственной песни. Это одноимённая композиция «Соси банан» из альбома «Цепи любви» группы «Корабль».

## Художественные особенности
Как и в других лентах творческого объединения «СВОИ2000», в фильме присутствует множество крупных планов, резких смен ракурсов и темпа съёмки, что придаёт картине некоторую репортажность, документальность. Помимо этого, между короткометражным «Соси банан» и последовавшим за ним полнометражным «Пыль» прослеживается аналогия в их главных героях, находящих себя в ином, дающем новые возможности, состоянии.

## Участие в фестивалях
- Кинопрограмма GOLDENMASK.CLUB в рамках «Золотой маски» (2007)[5]
- «КИНОТЕАТР.DOC 2005»[6]

## Дистрибуция
Фильм выходил на VHS вместе с короткометражкой «Случай с пацаном» в рамках серии «Другое кино» компании «Кармен Фильм» и на CD альбоме «Чёрные гитары» группы «Корабль».